# Luis Monzón
Luis Alberto Monzón León (Asunción, 26 maggio 1970) è un ex calciatore paraguaiano, di ruolo centrocampista.

## Carriera

### Club
Ha cominciato la sua carriera nell'Olimpia Asunción, dove ha trascorso la maggior parte della carriera in cinque differenti intervalli, durante i quali ha vinto ben otto campionati paraguaiani, una Coppa Libertadores, una Recopa Sudamericana e una Supercoppa sudamericana.
Dopo i successi internazionali ottenuti tra il 1990 e il 1991 passò ai messicani del Cruz Azul, dove però giocò poco, tornando in patria; nel 1993 tornò con il Cruz Azul, ma anche la seconda esperienza (chiusa con un secondo posto in campionato) fu di breve durata. Alla fine del 1995 passò in Argentina, nell'Huracán, ma anche in questa occasione trovò poco spazio.
Dopo due titoli vinti nei tre anni della sua quarta esperienza all'Olimpia, passò nel 1998 in Uruguay nelle file del Nacional Montevideo, con cui divenne campione nazionale; l'anno seguente andò in Colombia con i Los Millonarios, chiudendo la stagione nuovamente all'Olimpia.
Nel 2002 passò al 12 de Octubre, con cui sfiorò la vittoria del titolo: vinse, infatti, il Campionato di clausura, ma perse lo spareggio per il titolo contro il Libertad. Negli ultimi due anni della sua carriera (2004 e 2005) giocò con il Nacional Asunción e, infine, con il General Caballero.

### Nazionale
Con la Nazionale ha disputato 17 incontri mettendo a segno 4 reti; ha partecipato a due edizioni della Copa América: quella del 1991 e quella del 1993.

## Palmarès

### Club
- Campionati paraguaiani: 8

Olimpia: 1988, 1989, 1993, 1995, 1997, 1998, 1999,  2000
- Campionato uruguaiano: 1

Nacional: 1998
- Coppa Libertadores: 1

Olimpia: 1990
- Recopa Sudamericana: 1

Olimpia: 1991
- Supercoppa sudamericana: 1

Olimpia: 1990